# Wieża zegarowa w Tiranie
Wieża zegarowa w Tiranie – wieża z zegarami wzniesiona w 1. połowie XIX wieku w Tiranie, zabytek I kategorii.

## Historia
Budowa wieży rozpoczęła się w centrum Tirany, nieopodal meczetu Ethema Beja, przy dzisiejszej ulicy Rruga 28 Nëntori w 1822 roku; prace ukończono w 1830 roku. Inicjatorem budowy był Et'hem bej Molla, prace ufundowały bogate rody z Tirany. Wieża została przebudowana w 1928 roku, podwyższono ją oraz dobudowano taras widokowy i zamontowano nowy niemiecki zegar z czterema tarczami. Od 1930 roku wieża była iluminowana. Budynek został uszkodzony w czasie II wojny światowej; zniszczenia naprawiono w lipcu 1946 roku. Został uznany za zabytek I kategorii, podlega ochronie konserwatorskiej od 1948 roku. Wieża z racji swej rozpoznawalności znalazła się w herbie Tirany. Obiekt został udostępniony dla turystów, można go zwiedzać od poniedziałku do soboty, wstęp jest płatny.

## Architektura
Wieża została wzniesiona z kamienia. Jest wysoka na 35 m, pierwotnie mierzyła 30 m (do 1970 roku był to najwyższy budynek miasta). Najstarsza część została wzniesiona w stylu typowym dla architektury osmańskiej, natomiast nadbudowa jest zbliżona stylistycznie do architektury Europy Zachodniej. Wieża jest nakryta dachem typu weneckiego. Wewnątrz znajdowały się pierwotnie drewniane schody, które zastąpiono metalowymi.

## Galeria

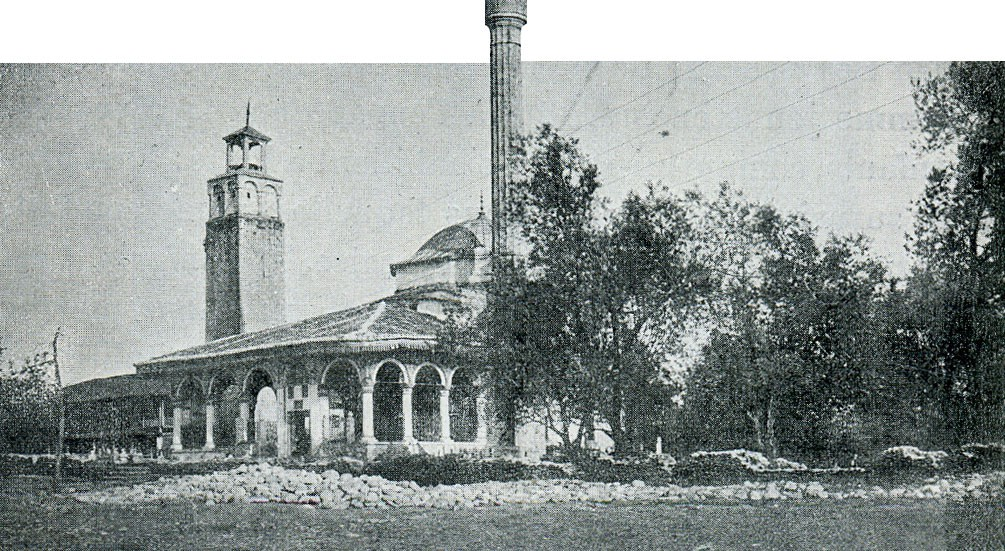
Wieża przed przebudową (koniec XIX wieku)
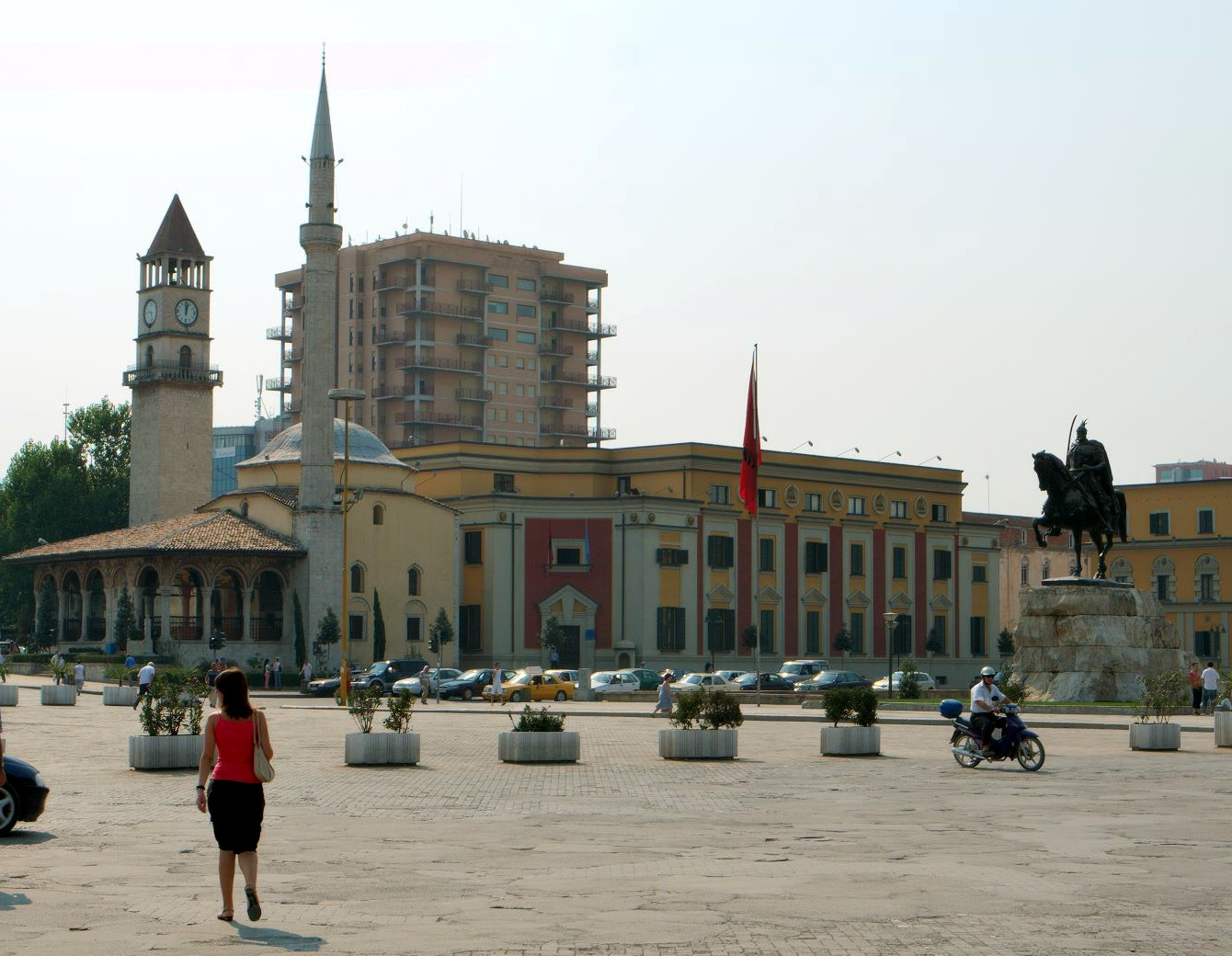
Otoczenie (2007)
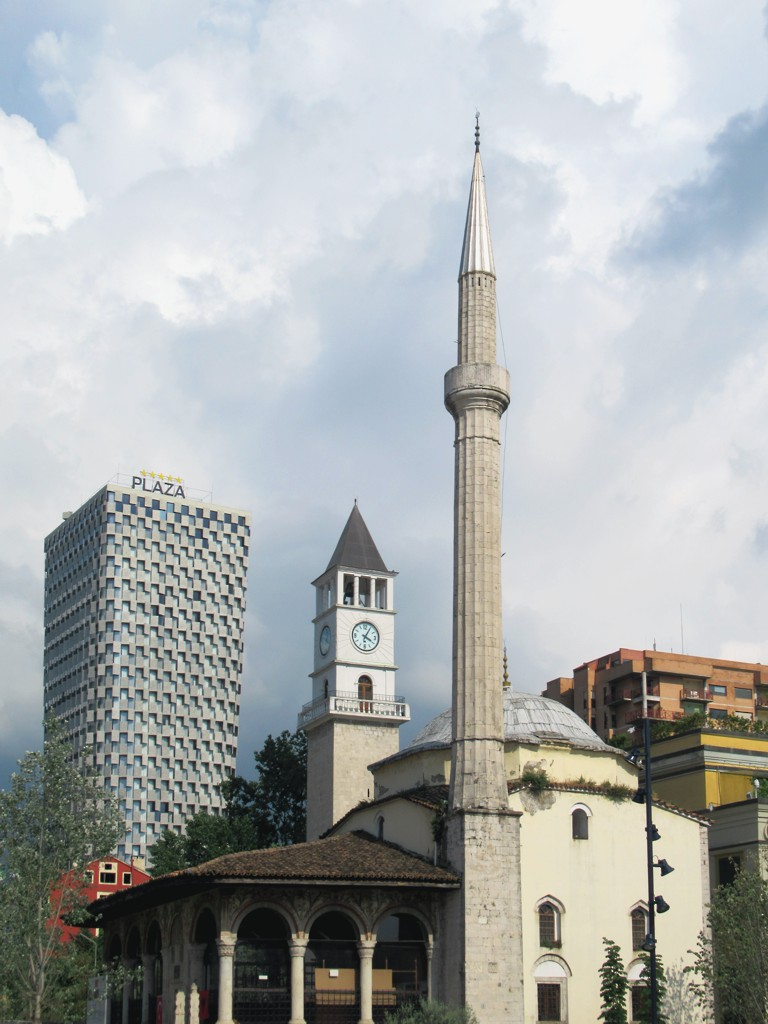
Otoczenie (2018)
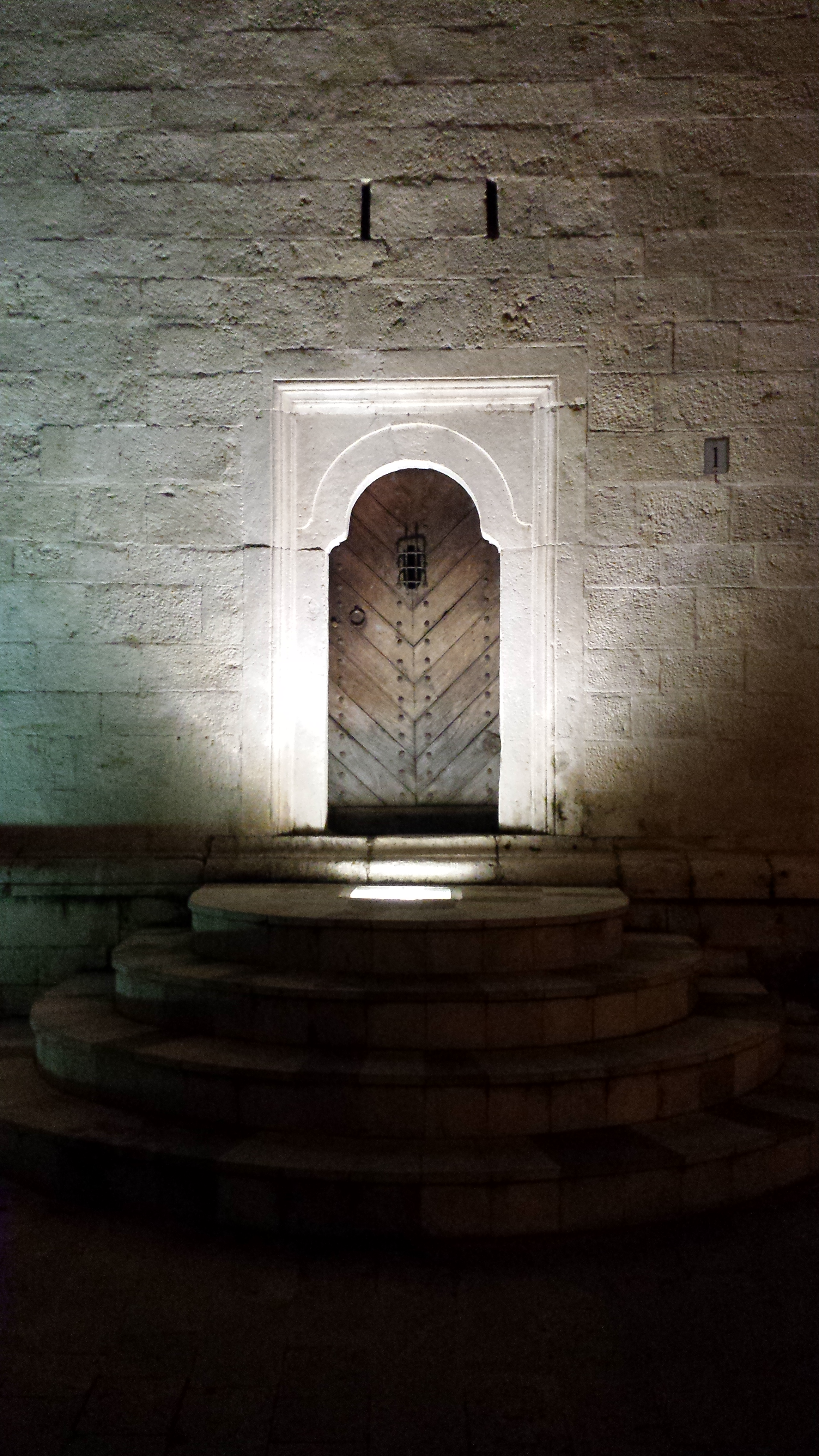
Drewniane drzwi (2015)
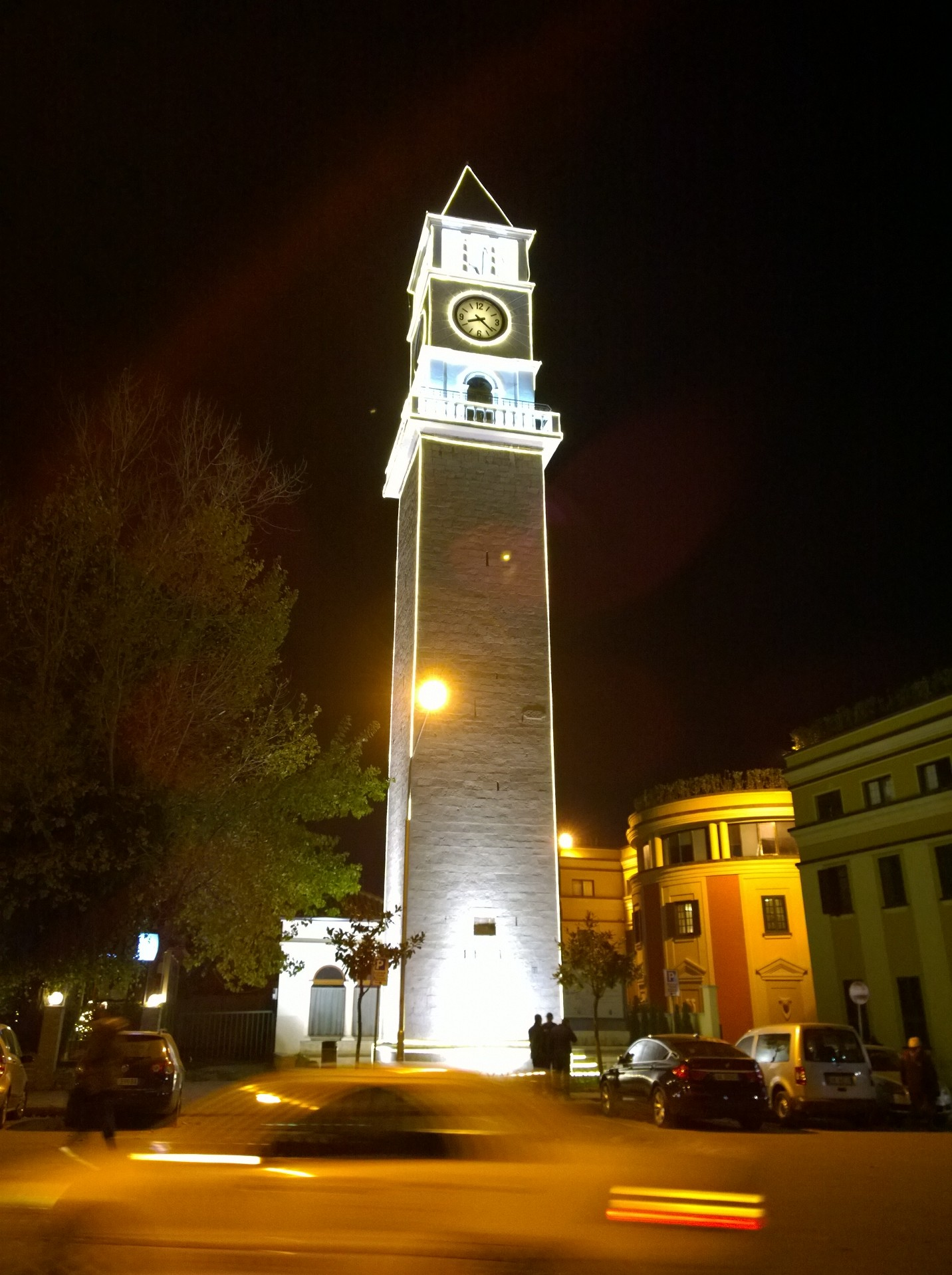
Widok w nocy (2016)
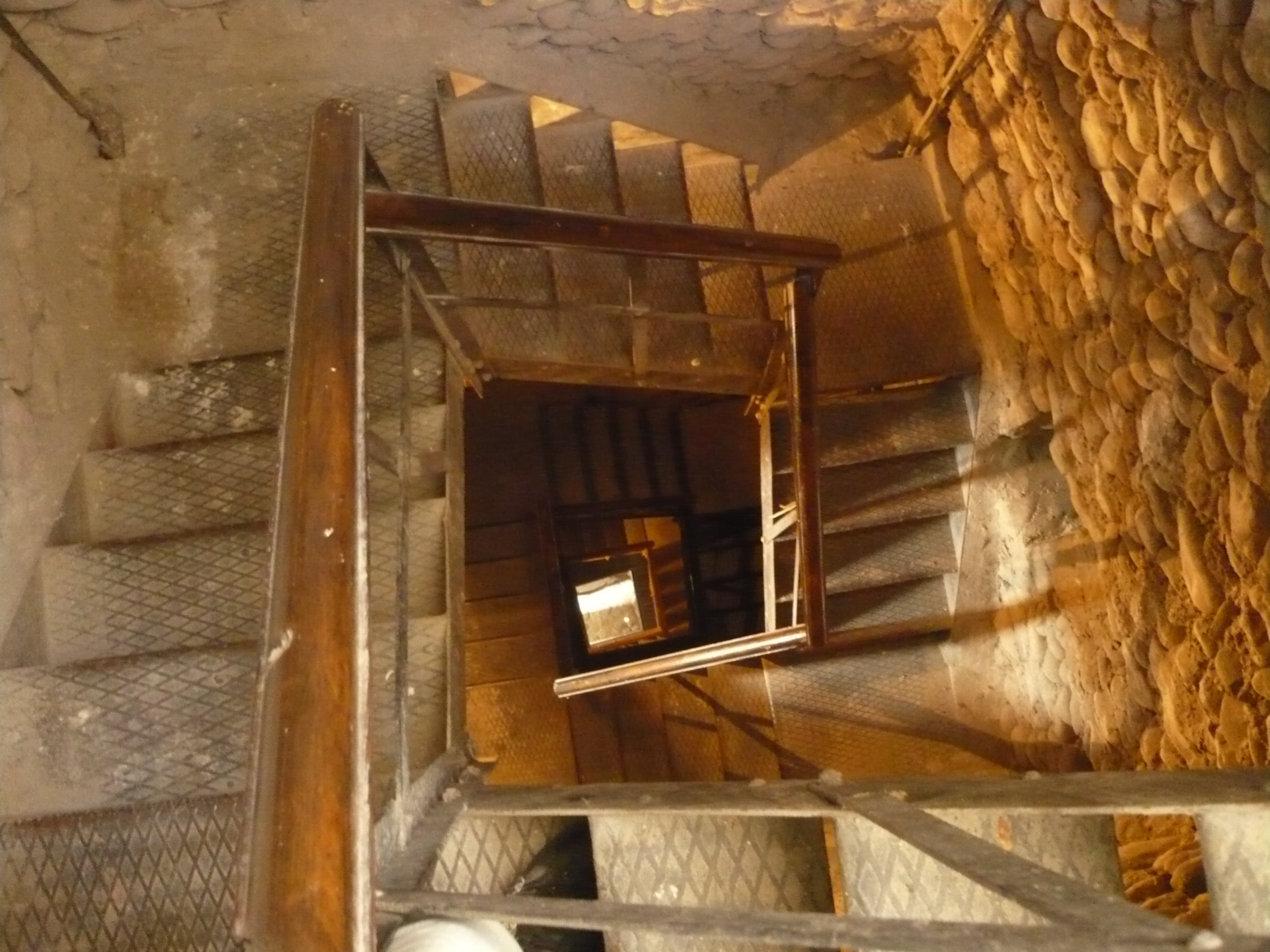
Wnętrze (2009)